# Guarenas
Guarenas − miasto w Wenezueli, w stanie Miranda. Znajduje się 20 km na wschód od stolicy Wenezueli, Caracas, sąsiaduje z miastem Guatire.